# Дзоккетта, Антонио Сильвио
Анто́нио Си́львио Дзокке́тта (итал. Antonio Silvio Zocchetta OFM, 10 июня 1920 года, Монтеккьо-Прекальчино, Италия — 22 января 1973 года, Могадишо, Сомали) — католический епископ Апостольского викариата Могадишо с 19 октября 1970 года по 22 января 1973 года. Член монашеского ордена францисканцев.
17 марта 1945 года был рукоположен в священники в монашеском ордене францисканцев, после чего отправился на миссию в Итальянское Сомали.
16 февраля 1968 года римский папа Павел VI назначил его вспомогательным епископом Апостольского викариата Могадишо и титулярным епископом Сфасферии. 23 мая 1968 года в Милане состоялось его рукоположение в епископы, которое совершил в Милане архиепископ Милана кардинал Джованни Коломбо.
19 октября 1970 года римский папа Павел VI назначил его ординарием Апостольского викариата Могадишо.
Скончался в январе 1973 года. Был похоронен на территории кафедрального собора Пресвятой Девы Марии Утешения в Могадишо. В 1993 году его останки были перевезены в Италию, где были погребены в 1997 году в храме святого Антония Падуанского в Милане.